# Alboino della Scala (?-1354)
Alboino della Scala (... – Verona, 1354) è stato un politico italiano.

## Biografia
Era figlio naturale di Cangrande I della Scala, signore di Verona.
Fu tra i congiurati che, unitamente a Mastino II della Scala, signore di Verona, portarono, il 27 agosto 1338, all'assassinio del vescovo di Verona Bartolomeo della Scala. Furono entrambi scomunicati e riabilitati nel 1339. 
Fu probabilmente tra coloro che, assieme a Fregnano della Scala, congiurarono contro Cangrande II per spodestarlo e per questo motivo Alboino venne condannato all'impiccagione, avvenuta nel 1354.

## Discendenza
Alboino fu padre di cinque figli:
- Giovanni, governatore di Vicenza
- Pantasilea, monaca
- Silvestra, monaca
- Orsolina, monaca
- Francesca (?), incerta se fosse sua figlia. Sposò Giacomo Pepoli di Bologna